# Monacanthomyia atronitens
Monacanthomyia atronitens är en tvåvingeart som först beskrevs av Kertesz 1914.  Monacanthomyia atronitens ingår i släktet Monacanthomyia och familjen vapenflugor.
Artens utbredningsområde är Taiwan. Inga underarter finns listade i Catalogue of Life.